# 柯尼希斯埃格瓦尔德
柯尼希斯埃格瓦尔德是德国巴登-符腾堡州的一个市镇。总面积6.85平方公里，总人口684人，其中男性347人，女性337人（2011年12月31日），人口密度100人/平方公里。